# Luan (football, 1990)
Pour les articles homonymes, voir Luan.
Luan Madson Gedeão de Paiva dit Luan, né le 11 août 1990 à São Miguel dos Campos (Brésil), est un footballeur brésilien évoluant au poste d'attaquant. Il est actuellement libre de tout contrat. 

## Statistiques
| Saison | Club             | Championnat | Championnat | Championnat | Coupe(s) nationale(s) | Coupe(s) nationale(s) | Compétition(s) continentale(s) | Compétition(s) continentale(s) | Compétition(s) continentale(s) | Total | Total |
| Saison | Club             | Division    | M.          | B.          | M.                    | B.                    | Comp.                          | M.                             | B.                             | M.    | B.    |
| 2013   | Atlético Mineiro | Brasileirão | 35          | 3           | 2                     | -                     | CL                             | 14                             | 3                              | 51    | 6     |
| 2014   | Atlético Mineiro | Brasileirão | 19          | 5           | 8                     | 5                     | CL                             | 1                              | -                              | 28    | 10    |
| 2015   | Atlético Mineiro | Brasileirão | 26          | 7           | 16                    | 5                     | CL                             | 8                              | -                              | 50    | 12    |
| 2016   | Atlético Mineiro | Brasileirão | 8           | 1           | 8                     | 3                     | CL                             | 5                              | -                              | 21    | 4     |
| 2017   | Atlético Mineiro | Brasileirão | -           | -           | 4                     | 1                     | CL                             | 1                              | -                              | 5     | 1     |

## Palmarès

### En club
- Atlético Mineiro
  - Vainqueur de la Copa Libertadores (1): 2013.
  - Championnat du Minas Gerais (3): 2013, 2015 et 2017.
  - Vainqueur de la Recopa Sudamericana (1): 2014.
  - Vainqueur de la Coupe du Brésil (1): 2014.
  - Troisième de la Coupe du monde des clubs de la FIFA 2013.